# 葛兰氏盾蜗牛
葛兰氏盾蜗牛（学名：Aegista granti granti）是扁蜗牛科盾蜗牛属的一种。

## 分佈
主要分布于台湾，常栖息在落叶堆中或矮灌丛植物的叶面上。